# Catalde de Tarente
Catalde de Tarente ou Cartault (en latin : Cataldus, en italien : Cataldo, en gaélique : Cathal)  est un moine irlandais devenu évêque de Tarente, dans les Pouilles, en Italie du Sud, au VIIe siècle. Reconnu saint par l'Église catholique, il est fêté le 10 mai

## Biographie
Né sans doute entre 610 et 620 dans la province de Munster en Irlande, Catalde est devenu moine, disciple et successeur de saint Carthage à son célèbre monastère de Lismore, dans le comté de Waterford. Il est même possible qu'il soit déjà devenu évêque, à priori dans le comté de Tipperary.       
Puis Catalde décida de faire un pèlerinage à Jérusalem. Après avoir visité les lieux saints, il reprit la route de sa patrie. En chemin, il s'arrêta dans les Pouilles et, peut-être en Sicile, où il constata que la foi et la pratique chrétiennes avaient subi les dommages des invasions barbares. Il décida alors de séjourner dans l'île pour en réévangéliser la population. Sa prédication eut tellement de succès qu'on le choisit comme évêque de Tarente.
Aujourd'hui, il est toujours vénéré à Tarente et à Palerme où une église porte son nom, en italien San Cataldo.
De plus, le marquis Nicolò Galletti (it) de Palerme choisit de donner à la ville de San Cataldo son nom par dévotion.

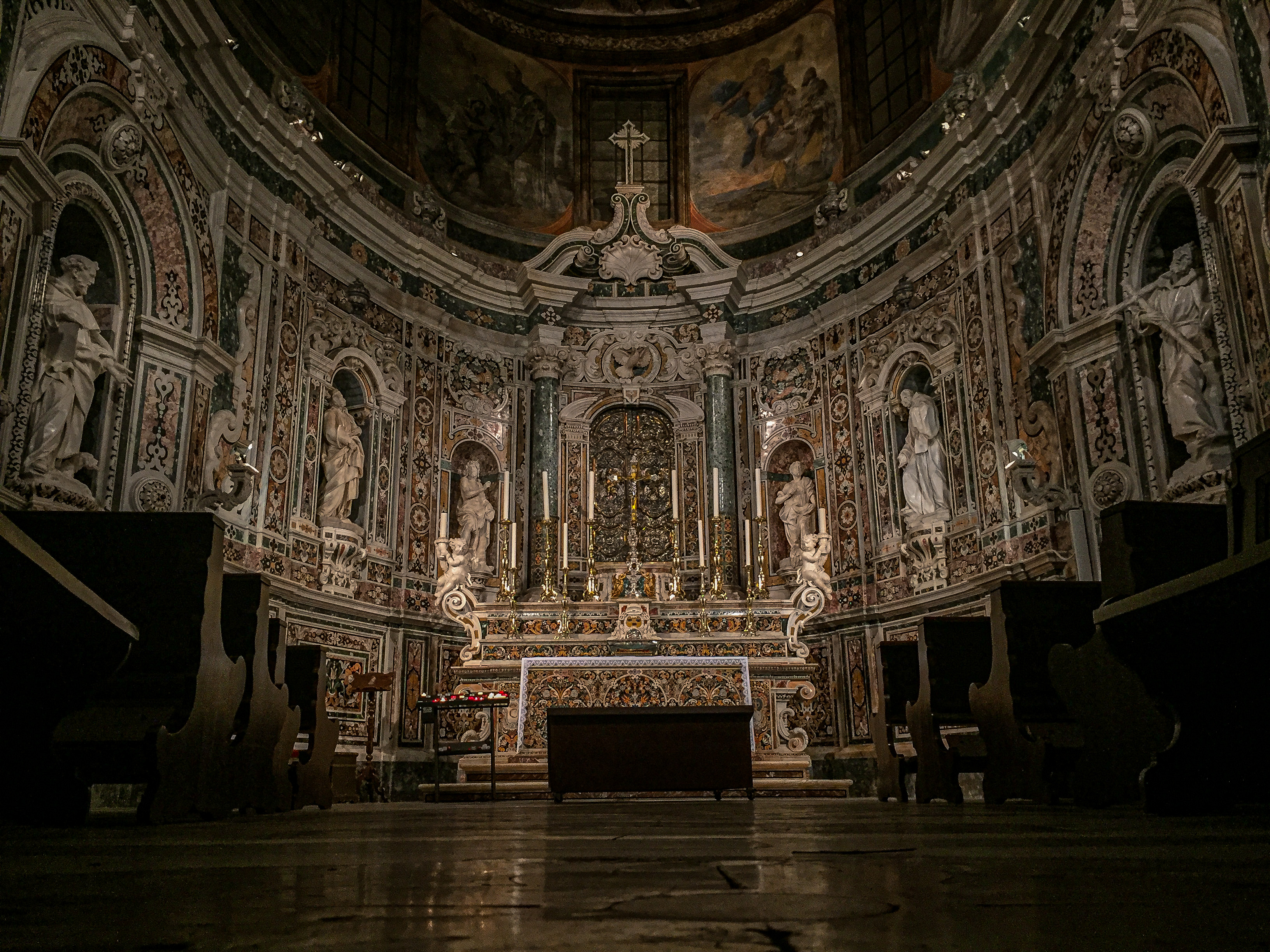
La chapelle Saint Catalde à la cathédrale de Tarente.